# سالی رند
سالی رند (انگلیسی: Sally Rand؛ ۳ آوریل ۱۹۰۴ – ۳۱ اوت ۱۹۷۹) یک هنرپیشه اهل ایالات متحده آمریکا بود.

## بخشی از فیلمشناسی
- شجاع‌دل (۱۹۲۵)
- شاهنشاه (۱۹۲۷)
- بیگ شو (۱۹۳۶)